# Scaglionato
Scaglionato è un termine utilizzato in araldica per indicare un campo, o pezza, ripieno di scaglioni, aderenti, sempre in numero pari.

## Caratteristiche
Senza specificazione si intende costituito da 6 pezzi; se il numero è diverso va blasonato. Si indica per primo lo smalto che si trova nel capo dello scudo. Se gli elementi sono in numero dispari, si tratta chiaramente di un campo caricato di scaglioni.
Alcuni araldisti utilizzano il termine capriolato, derivandolo da capriolo, che essi utilizzano impropriamente per scaglione. L'espressione scaglionato riverso indica lo scaglionato in cui gli scaglioni sono rovesciati con la punta verso la punta dello scudo.

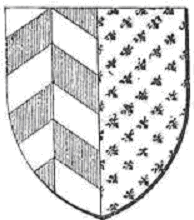
Partito: nel 1° controscaglionato d'argento e di rosso
Scaglionato d'oro e di nero (antico emblema della contea di Hainaut)
Scaglionato di rosso e d'oro (Présentevillers, Francia)
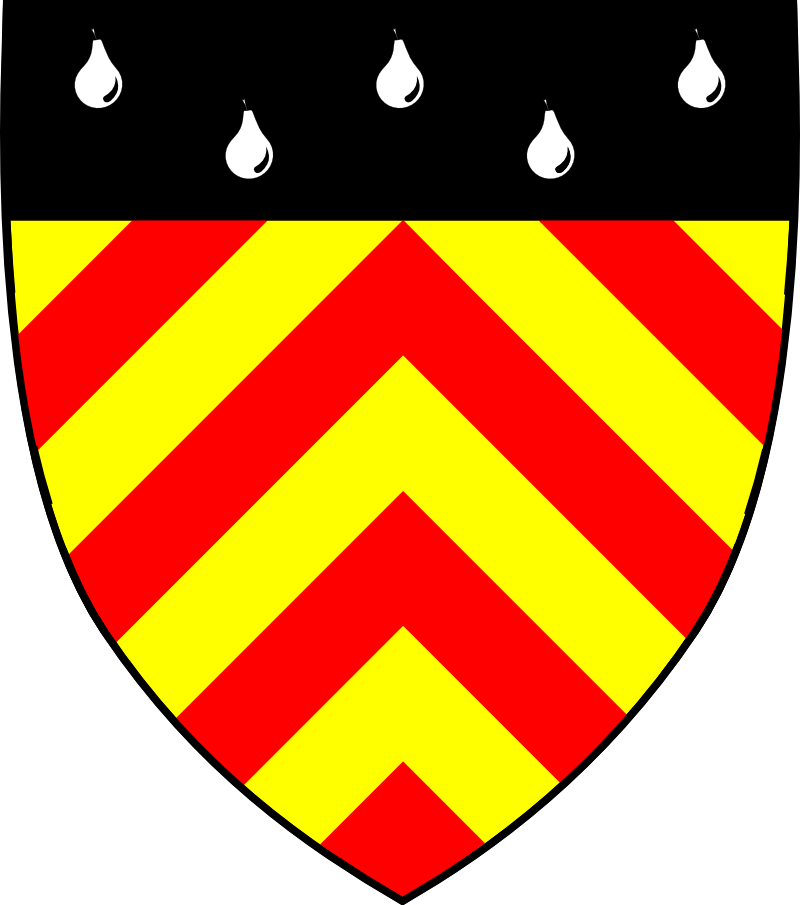
Scaglionato d'oro e di rosso di 8 pezzi (Clare Hall)
Di rosso, al palo d'oro, caricato di tre scaglioni di nero (Badenweiler, Germania)